# Mühlendorf (Byhleguhre-Byhlen)
Mühlendorf, niedersorbisch Rězaki, ist ein Gemeindeteil von Byhleguhre, einem Ortsteil der Gemeinde Byhleguhre-Byhlen im Landkreis Dahme-Spreewald in Brandenburg. Der Ort zählt zum amtlichen Siedlungsgebiet der Sorben/Wenden.

## Lage
Mühlendorf liegt in der Niederlausitz, etwa sechs Kilometer nördlich von Burg-Dorf. Umliegende Ortschaften sind Straupitz (Spreewald) im Norden, Byhlen im Nordosten, Drachhausen hinter der Lieberoser Heide im Osten, Byhleguhre im Südosten, Burg-Kauper und Burg-Dorf im Süden, das zu Lübbenau/Spreewald gehörende Spreewalddorf Leipe im Südwesten sowie die Gemeinde Alt Zauche-Wußwerk im Nordwesten.
Mühlendorf liegt im Biosphärenreservat Spreewald. Nordöstlich befindet sich der Byhleguhrer See. Mühlendorf ist über eine Gemeindestraße an die nordöstlich verlaufende Landesstraße L 51 angebunden. Dort befindet sich die (Mühlendorfer) Siedlung, niedersorbisch Sedlišćo, welche nach dem Zweiten Weltkrieg entstand und ein weiterer Gemeindeteil von Byhleguhre ist. Früher war für die Siedlung auch der alte Flurname „Blosch“ gebräuchlich.

## Geschichte
Mühlendorf wurde vor dem Jahr 1799 als Ansiedlung um eine ehemalige „Breth- und Schneidemühle“ gegründet. Daher kommt auch der Ortsname. Die zur Standesherrschaft Straupitz gehörende Mühle ist bereits seit dem 17. Jahrhundert nachweisbar, existiert jedoch nicht mehr. 1844 hatte Mühlendorf 82 Einwohner in 12 Wohngebäuden und war nach Straupitz eingepfarrt.
Mühlendorf war früher ein überwiegend sorbischsprachiges Dorf, allerdings ging die Zahl sorbisch/wendischer Einwohner im Ort bereits gegen Ende des 19. Jahrhunderts stark zurück. Arnošt Muka zählte für seine Statistik über die sorbische Bevölkerung in der Lausitz im Jahr 1884 69 Einwohner, davon waren 39 Einwohner Sorben und 30 Deutsche. Allerdings werden noch heute in allen Ortsteilen der Gemeinde Byhleguhre-Byhlen die sorbisch/wendischen Traditionen gepflegt.
Mühlendorf gehörte im 19. Jahrhundert verwaltungstechnisch zur Gemeinde bzw. Standesherrschaft Straupitz, wurde aber später eine eigenständige Gemeinde. Am 1. Oktober 1938 wurde Mühlendorf nach Byhleguhre (damals Geroburg) eingemeindet. Als Teil Byhleguhres lag das Dorf nach dem Wiener Kongress zunächst im Landkreis Lübben im Regierungsbezirk Frankfurt im Königreich Preußen. Am 25. Juli 1952 wurde Byhleguhre mit seinen Ortsteilen dem neu gegründeten Kreis Lübben im Bezirk Cottbus zugeordnet. Nach der Wende in der DDR lag Mühlendorf zunächst im Landkreis Lübben in Brandenburg. Am 1. Oktober 1992 schloss sich die Gemeinde Byhleguhre dem neu gebildeten Amt Straupitz an, welches später in „Amt Oberspreewald“ umbenannt wurde. Nach der brandenburgischen Kreisreform vom 6. Dezember 1993 wurde Mühlendorf dem Landkreis Dahme-Spreewald zugeordnet. Am 26. Oktober 2003 wurden die Gemeinden Byhleguhre und Byhlen zu Byhleguhre-Byhlen zusammengeschlossen und Mühlendorf verlor seinen Status als Ortsteil. Zeitgleich fusionierte das Amt Oberspreewald mit dem benachbarten Amt Lieberose zum Amt Lieberose/Oberspreewald.

## Einwohnerentwicklung
| 1875 | 67 | 1925 | 56 |
| 1890 | 71 | 1933 | 59 |
| 1910 | 51 |      |    |

## Nachweise
1. ↑  208 MfLF 1024; Maßnahmen zur Durchführung der Bodenreform in den Gemeinden des Kreises Lübben; 1946-1951 (Akte). Abgerufen am 13. Juni 2020.
2. ↑  Mühlen in und um Straupitz. Abgerufen am 13. Juni 2020 (deutsch).
3. ↑  Reinhard E. Fischer: Die Ortsnamen der Länder Brandenburg und Berlin. Alter – Herkunft – Bedeutung. be.bra Wissenschaft, Berlin 2005, S. 119.
4. ↑  Mühlen in und um Straupitz. Abgerufen am 13. Juni 2020 (deutsch).
5. ↑  Topographisch-statistische Übersicht des Regierungsbezirks Frankfurt a. d. O. 1844, S. 172 (bsb-muenchen.de).
6. ↑  Ernst Tschernik: Die Entwicklung der sorbischen Bevölkerung. Akademie-Verlag, Berlin 1954.
7. ↑  Lübbener Kreisblatt (186. Jahrgang Nr. 43) vom 11. April 1938
8. ↑  Mühlendorf im Geschichtlichen Ortsverzeichnis. Abgerufen am 5. April 2018.
9. ↑  Historisches Gemeindeverzeichnis des Landes Brandenburg 1875 bis 2005. (PDF; 331 KB) Landkreis Dahme-Spreewald. Landesbetrieb für Datenverarbeitung und Statistik Land Brandenburg, Dezember 2006, abgerufen am 5. April 2018.